# Arrondissement de Gap
L'arrondissement de Gap est une division administrative française, située dans le département des Hautes-Alpes et la région Provence-Alpes-Côte d'Azur.

## Composition

### Composition avant 2015
L'arrondissement de Gap était composé de 23 cantons :
- canton d'Aspres-sur-Buëch ;
- canton de Barcillonnette ;
- canton de Chorges ;
- canton d'Embrun ;
- canton de Gap-Campagne ;
- canton de Gap-Centre ;
- canton de Gap-Nord-Est ;
- canton de Gap-Nord-Ouest ;
- canton de Gap-Sud-Est ;
- canton de Gap-Sud-Ouest (et ancien canton de Gap) ;
- canton de La Bâtie-Neuve ;
- canton de Laragne-Montéglin ;
- canton d'Orcières ;
- canton d'Orpierre ;
- canton de Ribiers ;
- canton de Rosans ;
- canton de Saint-Bonnet-en-Champsaur ;
- canton de Dévoluy ;
- canton de Saint-Firmin ;
- canton de Savines-le-Lac ;
- canton de Serres ;
- canton de Tallard ;
- canton de Veynes.

### Composition après 2015
À la suite d'un décret du 20 février 2014, la taille des cantons a évolué lors des élections départementales de 2015. Contrairement à l'ancien découpage où chaque canton était inclus à l'intérieur d'un seul arrondissement, le nouveau découpage territorial s'affranchit des limites des arrondissements. Certains cantons peuvent être composés de communes appartenant à des arrondissements différents. Dans l'arrondissement de Gap, ce n'est pas le cas.
Liste des cantons de l'arrondissement de Gap :
- canton de Chorges ;
- Canton d'Embrun ;
- canton de Gap-1 ;
- canton de Gap-2 ;
- canton de Gap-3 ;
- canton de Gap-4 ;
- canton de Laragne-Montéglin ;
- canton de Saint-Bonnet-en-Champsaur ;
- canton de Serres ;
- canton de Tallard ;
- canton de Veynes.

### Découpage communal depuis 2015
Depuis 2015, le nombre de communes des arrondissements varie chaque année soit du fait du redécoupage cantonal de 2014 qui a conduit à l'ajustement de périmètres de certains arrondissements, soit à la suite de la création de communes nouvelles. Le nombre de communes de l'arrondissement de Gap est ainsi de 134 en 2015, 130 en 2016, 130 en 2017 et 126 en 2019.
Au 1er janvier 2024, l'arrondissement groupe les 126 communes suivantes :
1. Ancelle
2. Aspremont
3. Aspres-lès-Corps
4. Aspres-sur-Buëch
5. Aubessagne
6. Avançon
7. Baratier
8. Barcillonnette
9. Barret-sur-Méouge
10. La Bâtie-Montsaléon
11. La Bâtie-Neuve
12. La Bâtie-Vieille
13. La Beaume
14. Le Bersac
15. Bréziers
16. Buissard
17. Chabestan
18. Chabottes
19. Champoléon
20. Chanousse
21. La Chapelle-en-Valgaudémar
22. Châteauneuf-d'Oze
23. Châteauroux-les-Alpes
24. Châteauvieux
25. Chorges
26. Crévoux
27. Crots
28. Dévoluy
29. Embrun
30. Éourres
31. L'Épine
32. Esparron
33. Espinasses
34. Étoile-Saint-Cyrice
35. La Fare-en-Champsaur
36. La Faurie
37. Forest-Saint-Julien
38. Fouillouse
39. La Freissinouse
40. Furmeyer
41. Gap
42. Garde-Colombe
43. Le Glaizil
44. La Haute-Beaume
45. Jarjayes
46. Laragne-Montéglin
47. Lardier-et-Valença
48. Laye
49. Lazer
50. Lettret
51. Manteyer
52. Méreuil
53. Monêtier-Allemont
54. Montbrand
55. Montclus
56. Montgardin
57. Montjay
58. Montmaur
59. Montrond
60. La Motte-en-Champsaur
61. Moydans
62. Neffes
63. Nossage-et-Bénévent
64. Le Noyer
65. Orcières
66. Orpierre
67. Les Orres
68. Oze
69. Pelleautier
70. La Piarre
71. Le Poët
72. Poligny
73. Prunières
74. Puy-Saint-Eusèbe
75. Puy-Sanières
76. Rabou
77. Rambaud
78. Réallon
79. Remollon
80. Ribeyret
81. Rochebrune
82. La Roche-des-Arnauds
83. La Rochette
84. Rosans
85. Rousset
86. Saint-André-d'Embrun
87. Saint-André-de-Rosans
88. Saint-Apollinaire
89. Saint-Auban-d'Oze
90. Saint-Bonnet-en-Champsaur
91. Sainte-Colombe
92. Saint-Étienne-le-Laus
93. Saint-Firmin
94. Saint-Jacques-en-Valgodemard
95. Saint-Jean-Saint-Nicolas
96. Saint-Julien-en-Beauchêne
97. Saint-Julien-en-Champsaur
98. Saint-Laurent-du-Cros
99. Saint-Léger-les-Mélèzes
100. Saint-Maurice-en-Valgodemard
101. Saint-Michel-de-Chaillol
102. Saint-Pierre-Avez
103. Saint-Pierre-d'Argençon
104. Saint-Sauveur
105. Le Saix
106. Saléon
107. Salérans
108. La Saulce
109. Le Sauze-du-Lac
110. Savines-le-Lac
111. Savournon
112. Serres
113. Sigottier
114. Sigoyer
115. Sorbiers
116. Tallard
117. Théus
118. Trescléoux
119. Upaix
120. Val Buëch-Méouge
121. Valdoule
122. Valserres
123. Ventavon
124. Veynes
125. Villar-Loubière
126. Vitrolles

## Démographie
En 2022, l'arrondissement comptait 108 193 habitants.
| 1968   | 1975   | 1982   | 1990   | 1999   | 2006   | 2011    | 2016    | 2021    |
| ------ | ------ | ------ | ------ | ------ | ------ | ------- | ------- | ------- |
| 68 225 | 72 031 | 76 630 | 82 258 | 89 295 | 96 737 | 103 584 | 105 841 | 107 672 |

| 2022    | - | - | - | - | - | - | - | - |
| ------- | - | - | - | - | - | - | - | - |
| 108 193 | - | - | - | - | - | - | - | - |